# Stevens Point
Stevens Point ist eine Stadt (mit dem Status „City“) und Verwaltungssitz des Portage County im US-amerikanischen Bundesstaat Wisconsin. Das U.S. Census Bureau ermittelte bei der Volkszählung 2020 eine Einwohnerzahl von 25.666.
In Stevens Point befindet sich ein Campus der University of Wisconsin.

## Geographie
Stevens Point liegt in der Mitte Wisconsins am Wisconsin River, einem linken Nebenfluss des Mississippi. Durch den Osten der Stadt fließt der Plover River, der rund einen Kilometer südlich des Stadtgebiets in den Wisconsin River mündet.
Die geographischen Koordinaten von Stevens Point sind 44°31′25″ nördlicher Breite und 89°34′28″ westlicher Länge. Das Gemeindegebiet erstreckt sich über eine Fläche von 44,55 km2, die sich auf 41,34 km2 Land- und 3,21 km2 Wasserfläche verteilen.
Nachbarorte von Stevens Point sind Park Ridge (wird vom Stadtgebiet von Stevens Point vollständig umschlossen), Plover (an der südlichen Stadtgrenze), Rudolph (21,8 km westlich), Junction City (19,9 km nordwestlich), Rosholt (27,7 km nordöstlich) und Custer (12,4 km östlich).
Die nächstgelegenen größeren Städte sind Wausau (56 km nördlich), Green Bay am  Michigansee (139 km östlich), Appleton (111 km ostsüdöstlich), Wisconsins größte Stadt Milwaukee (242 km südöstlich), Wisconsins Hauptstadt Madison (177 km südlich), La Crosse am Mississippi (186 km westsüdwestlich), Eau Claire (183 km westnordwestlich), die Twin Cities in Minnesota (314 km in der gleichen Richtung) und Duluth am Oberen See in Minnesota (417 km nordwestlich).

## Wirtschaft und Verkehr
Die Verso Corporation betreibt in Stevens Point eine Papierfabrik mit einer jährlichen Produktionskapazität von rund 210.000 Tonnen Papier.
Die Interstate 39 und der hier auf einem gemeinsamen Streckenabschnitt verlaufende U.S. Highway 51 führt in Nord-Süd-Richtung durch den Osten von Stevens Point. Durch das Zentrum verlaufen in Nord-Süd-Richtung der Business US 51, in West-Ost-Richtung der U.S. Highway 10 und in Nordost-Südwest-Richtung der Wisconsin State Highway 66. Alle weiteren Straßen sind untergeordnete Landstraßen, teils unbefestigte Fahrwege sowie innerörtliche Verbindungsstraßen.
In Stevens Point treffen für den Frachtverkehr mehrere Eisenbahnstrecken der Canadian National Railway (CN) zusammen.
Mit dem Stevens Point Municipal Airport befindet sich im nordöstlichen Stadtgebiet ein kleiner Flugplatz. Der nächste Verkehrsflughafen ist der Central Wisconsin Airport in Mosinee bei Wausau (33 km nördlich).

## Bevölkerung

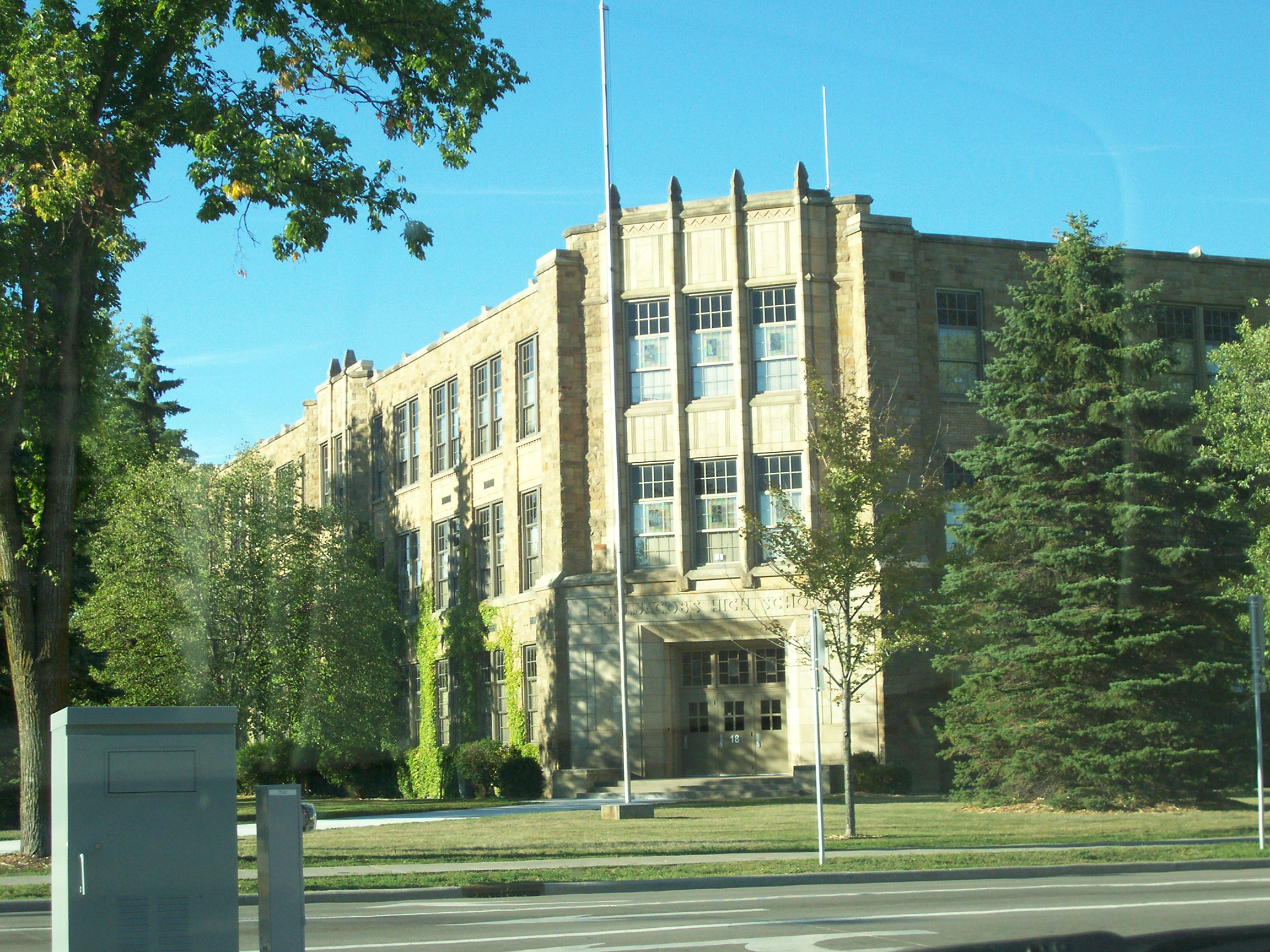
Die P.J. Jacobs High School in Stevens Point

Nach der Volkszählung im Jahr 2010 lebten in Stevens Point 26.717 Menschen in 10.598 Haushalten. Die Bevölkerungsdichte betrug 646,3 Einwohner pro Quadratkilometer. In den 10.598 Haushalten lebten statistisch je 2,21 Personen.
Ethnisch betrachtet setzte sich die Bevölkerung zusammen aus 91,7 Prozent Weißen, 0,9 Prozent Afroamerikanern, 0,4 Prozent amerikanischen Ureinwohnern, 4,7 Prozent Asiaten sowie 0,7 Prozent aus anderen ethnischen Gruppen; 1,5 Prozent stammten von zwei oder mehr Ethnien ab. Unabhängig von der ethnischen Zugehörigkeit waren 2,6 Prozent der Bevölkerung spanischer oder lateinamerikanischer Abstammung.
16 Prozent der Bevölkerung waren unter 18 Jahre alt, 72 Prozent waren zwischen 18 und 64 und 12 Prozent waren 65 Jahre oder älter. 51,2 Prozent der Bevölkerung war weiblich.

Das mittlere jährliche Einkommen eines Haushalts lag bei 38.934 USD. Das Pro-Kopf-Einkommen betrug 21.429 USD. 23,9 Prozent der Einwohner lebten unterhalb der Armutsgrenze.

## Persönlichkeiten
- Webster E. Brown (1851–1929) – republikanischer Abgeordneter des US-Repräsentantenhauses (1901–1907) – lebte mehrere Jahre in Stevens Point
- George W. Cate (1825–1905) – demokratischer Abgeordneter des US-Repräsentantenhauses (1875–1877) – starb in Stevens Point und ist hier beigesetzt
- Cole Caufield (* 2001) – Eishockeyspieler – geboren und aufgewachsen in Stevens Point
- Lee S. Dreyfus (1926–2008) – 40. Gouverneur von Wisconsin (1979–1983) – war Dekan an der Universität in Stevens Point
- Dave Dudley (1928–2003) – Country-Musiker – aufgewachsen in Stevens Point
- Suzy Favor-Hamilton (* 1968) – ehemalige Mittelstreckenläuferin – geboren und aufgewachsen in Stevens Point
- Robert Frederick Froehlke (1922–2016) – Politiker – lebte und arbeitete lange in Stevens Point
- Kathy Kinney (* 1954) – Schauspielerin – geboren und aufgewachsen in Stevens Point
- Floyd Lounsbury (1914–1998) – Maya-Experte und Linguist für Indianersprachen – geboren in Stevens Point
- Janel McCarville (* 1982) – Basketballspielerin – geboren und aufgewachsen in Stevens Point
- Joe Pavelski (* 1984) – Eishockeyspieler – geboren und aufgewachsen in Stevens Point
- Peggy Rajski (* 1953) – Filmproduzentin, Filmregisseurin und Hochschullehrerin – geboren und aufgewachsen in Stevens Point
- Ryan Ramczyk (* 1994) – American-Football-Spieler – geboren in Stevens Point
- Lauren Sesselmann (* 1983) – kanadische Fußballspielerin – geboren in Stevens Point
- Chris Solinsky (* 1984) – Langstreckenläufer – geboren und aufgewachsen in Stevens Point
- Garrett Weber-Gale (* 1985) – Schwimmer, Olympiateilnehmer – geboren und aufgewachsen in Stevens Point
- Peter Weller (* 1947) – Schauspieler – geboren in Stevens Point
- Chester Yorton (1940–2020) – Bodybuilder – geboren in Stevens Point